# Тічанська обсерваторія
Тічанська обсерваторія — астрономічна обсерваторія в населеному пункті Тічан поблизу Вишняна в хорватській Істрії. Обсерваторія почала роботу в лютому 2009 року.
Обсерваторія розташована на пагорбі Тічан, поруч із самим поселенням Тічан, на лісовій галявині. Створена спільними зусиллями муніципалітету Вишнян, міста Пореч, Істрійської жупанії, із залученням державної підтримки. Спеціалізується на спостереженнях астероїдів. До цього спостереження астероїдів проводилися з самого міста Вишнян, з Вишнянської обсерваторії.
Обсерваторія має автоматизований 1-метровий рефлектор, встановлений в куполі діаметром 8 м. Раніше цей телескоп знаходився в італійській Базовіцькій обсерваторії.